# Kafue-Litschi
Der Kafue-Litschi (Kobus kafuensis) ist eine afrikanische Antilopenart aus der Gattung der Wasserböcke. Sie kommt endemisch in einem großen Feuchtgebiet am Kafue in der Südprovinz von Sambia vor.

## Merkmale
Der Kafue-Litschi erreicht eine durchschnittliche Kopf-Rumpf-Länge von 160 Zentimeter, hat einen ca. 35 Zentimeter langen Schwanz und ein durchschnittliches Gewicht von 87 bis 128 kg (Männchen) bzw. 63 bis 97 kg (Weibchen). Die Schulterhöhe der Männchen liegt bei 99 bis 112 Zentimeter, die der Weibchen liegt bei 90 bis 106 Zentimeter. Das Fell ist rotbraun. Brust, Bauch und die Innenseiten der Beine sind weiß. Auf der Unterseite des Halses von der Kehle bis zur Brust verläuft ein schmaler weißer Streifen. Die weiße Färbung der Unterseite und die rotbraune Färbung der Körperseiten verlaufen nicht allmählich ineinander, sondern sind scharf voneinander getrennt. Die Lippen, ein Ring um die Augen und das Kinn sind weiß. Die Vorderseiten der Vorderbeine und die Vorderseiten der unteren Hinterbeine sind schwarz gefärbt. Bei den Männchen erstreckt sich die Zeichnung bis auf die Schultergelenke und verläuft von dort weiter entlang der äußeren Ränder des weißen Halsstreifens. Männchen sind größer als die Weibchen und nur sie besitzen Hörner. Die geriffelten Hörner können 62 bis 92 Zentimeter lang werden und der Abstand von Spitze zu Spitze beträgt 48 bis 76 Zentimeter.

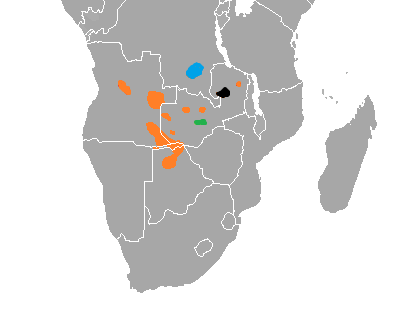
Verbreitungsgebiete der Kobus leche-Gruppe:
Kobus kafuensis
Kobus anselli
Kobus leche
Kobus smithemani

## Lebensraum und Lebensweise
Der Kafue-Litschi lebt in Überschwemmungsgebieten und auf offenem Grasland, in der Nähe von Seen, Sümpfen und Bächen. Selten entfernen sie sich mehr als drei Kilometer von offenen Gewässern, die zum Schutz vor Beutegreifern aufgesucht werden. Mit den Jahreszeiten (Regenzeit und Trockenzeit) folgen die Antilopen dem sinkenden oder steigenden Wasserspiegeln. Wenn der Lebensraum in der Trockenzeit kleiner wird, können sich bis zu 1000 Exemplare auf einer Fläche von einem Quadratkilometer versammeln. Wie seine Verwandten ernährt sich der Kafue-Litschi vor allem von Gräsern und bevorzugen als Selektierer die Blätter gegenüber den Halmen. Halme werden nur in der Trockenzeit verzehrt. Wichtige Grasarten, die verzehrt werden, sind Vossia cuspidata, Echinochloa stagnina, E. holubii und E. pyramidalis sowie Brachiaria rugulosa und B. latifolia. Meist weiden die Tiere auf trockenem Grasland oder in flachen überschwemmten Regionen, sie können jedoch auch fast bis zu den Schultern in Gewässern stehend fressen. Die Nahrungsaufnahme macht etwa die Hälfte der Tageszeit aus, 35 % der Tagesaktivität nehmen Ruhephasen ein. Ob die Antilopen auch Nacht aktiv sind, ist nicht bekannt. Normalerweise stehen sie nachts näher am Wasser als tagsüber.

## Fortpflanzung
Die Brunft- und Paarungszeit fällt mit steigenden Wasserständen zusammen. Die Männchen bilden Reviere, die in der Regel sehr klein sind. Paarungsbereite Weibchen kommen in kleinen Gruppen, können aber innerhalb weniger Minuten in ein anderes Territorium wechseln. Die Trächtigkeitsdauer liegt bei etwa acht Monaten und die Weibchen gebären, wenn das Hochwasser zurückgeht und nahrhafte Gräser zur Verfügung stehen. Das Jungtier hat ein Geburtsgewicht von ca. 5 kg. Weibchen werden mit einem Alter von 1,5 bis 2 Jahren geschlechtsreif und sind im Alter von 3 bis 4 Jahren voll ausgewachsen. Bei den Männchen beginnt das Wachstum der Hörner mit einem Alter von 5 bis 6 Monaten. Die Hörner erreichen ihre Endgröße wenn die Tiere 3 bis 4 Jahre alt sind und die Männchen sind im Alter von 4 bis 5 Jahren voll ausgewachsen. Die Lebenserwartung des Kafue-Litschs in freier Wildbahn liegt bei etwa zehn Jahre, ein in Gefangenschaft gehaltenes Exemplar wurde 24 Jahre alt.

## Systematik
Der Kafue-Litschi ist eine Art aus der Gattung der Wasserböcke (Kobus), zu der rund ein Dutzend Arten gehören. Die Gattung steht innerhalb der Tribus der Reduncini und der Familie der Hornträger (Bovidae). Zu den Reduncini werden außerdem noch die Riedböcke (Redunca) und die Rehantilope (Pelea) gezählt. Die Vertreter der Tribus repräsentieren mittelgroße bis große, an wasserreiche Landschaften angepasste Antilopen, die sich hauptsächlich grasfressend ernähren.
Die Antilope wurde 1963 durch den deutschen Zoologen Theodor Haltenorth erstmals wissenschaftlich beschrieben. Sie galt lange Zeit als Unterart der Letschwe (Kobus leche). Bei einer Revision der Hornträger, die Colin Peter Groves und Peter Grubb im Jahr 2011 vorlegten, wurden sie in den Artstatus erhoben. Kingdon und andere Autoren sehen den Kafue-Litschi jedoch weiterhin als Unterart der Letschwe an.

## Gefährdung
Der Kafue-Litschi gilt als gefährdet. Man schätzt, dass in der Region Kafue im Jahr 1931 250.000 Exemplare gab. Bis 1970 war die Population auf 94.000 gesunken. Der Hauptgrund für den Bestandsrückgang ist die Jagd und die Konkurrenz mit Hausrindern. Außerdem wurden die natürlichen Überschwemmungsmuster durch die Aufstauung des Kafues oberhalb (Itezhitezhi-Damm) und unterhalb (Kafue-Talsperre) der Kafue Flats erheblich gestört und der verfügbare Lebensraum für die Antilopen hat sich verringert. Seitdem hat sich die Population weiter auf 20.000 ausgewachsene Exemplare verringert. Die meisten leben im Blaue-Lagune-Nationalpark am Nordufer des Kafue und im Lochinvar-Nationalpark am Südufer.